# Liga II 2008-2009
La Liga II 2008-2009 è stato il 69º torneo di secondo livello del campionato rumeno di calcio. La stagione è iniziata il 16 agosto 2008 ed è terminata il 13 giugno 2009.
Come da regolamento, sono promosse in Liga I anche le seconde classificate dei gironi, e cioè l'FC Ploiesti (poi ridenominato Astra Ploiesti) per la Serie I e l'Internațional Curtea de Argeș per la Serie II.

## Serie I
|  | 1.  | Ceahlăul           | 69 |
|  | 2.  | Astra Ploiești     | 67 |
|  | 3.  | Delta Tulcea       | 58 |
|  | 4.  | Petrolul Ploiești  | 45 |
|  | 5.  | Botoșani           | 44 |
|  | 6.  | Dunărea Galați     | 41 |
|  | 7.  | Bacău              | 41 |
|  | 8.  | Concordia Chiajna  | 39 |
|  | 9.  | Dinamo II Bucarest | 38 |
|  | 10. | Sportul Studențesc | 37 |
|  | 11. | Astra Giurgiu II   | 37 |
|  | 12. | Snagov             | 34 |
|  | 13. | Acad. Clinceni     | 33 |
|  | 14. | Cetatea Suceava    | 31 |
|  | 15. | Progresul Bucarest | 31 |
|  | 16. | Luceafărul Oradea  | 26 |
|  | 17. | Prefab 05 Modelu   | 0  |
|  | 18. | Forex Braşov       | 0  |

Legenda:

      Promossa in Liga I 2009-2010

      Retrocesse in Liga III 2009-2010

Tre punti a vittoria, uno a pareggio, zero a sconfitta.
La classifica viene stilata secondo i seguenti criteri:
- Punti conquistati
- Punti conquistati negli scontri diretti
- Differenza reti negli scontri diretti
- Reti realizzate negli scontri diretti
- Goal fuori casa negli scontri diretti (solo tra due squadre)
- Differenza reti generale
- Reti totali realizzate
- Fair-play ranking

## Serie II
|  | 1.  | Unirea Alba Iulia     | 69 |
|  | 2.  | Int. Curtea de Argeș  | 64 |
|  | 3.  | Târgu Mureș           | 57 |
|  | 4.  | Râmnicu Vâlcea        | 54 |
|  | 5.  | Drobeta-Turnu Severin | 54 |
|  | 6.  | Liberty Salonta       | 51 |
|  | 7.  | Mioveni               | 51 |
|  | 8.  | Minerul Lupeni        | 48 |
|  | 9.  | UTA Arad              | 47 |
|  | 10. | Jiul Petroșani        | 46 |
|  | 11. | Bihor Oradea          | 46 |
|  | 12. | Mureșul Deva          | 45 |
|  | 13. | Arieșul Turda         | 44 |
|  | 14. | U Cluj                | 43 |
|  | 15. | ACU Arad              | 41 |
|  | 16. | CFR Timișoara         | 39 |
|  | 17. | Târgoviște            | 26 |
|  | 18. | Seso Câmpia Turzii    | 11 |

Legenda:

      Promossa in Liga I 2009-2010

      Retrocesse in Liga III 2009-2010

Tre punti a vittoria, uno a pareggio, zero a sconfitta.
La classifica viene stilata secondo i seguenti criteri:
- Punti conquistati
- Punti conquistati negli scontri diretti
- Differenza reti negli scontri diretti
- Reti realizzate negli scontri diretti
- Goal fuori casa negli scontri diretti (solo tra due squadre)
- Differenza reti generale
- Reti totali realizzate
- Fair-play ranking